# Храм Геркулеса (Рим)

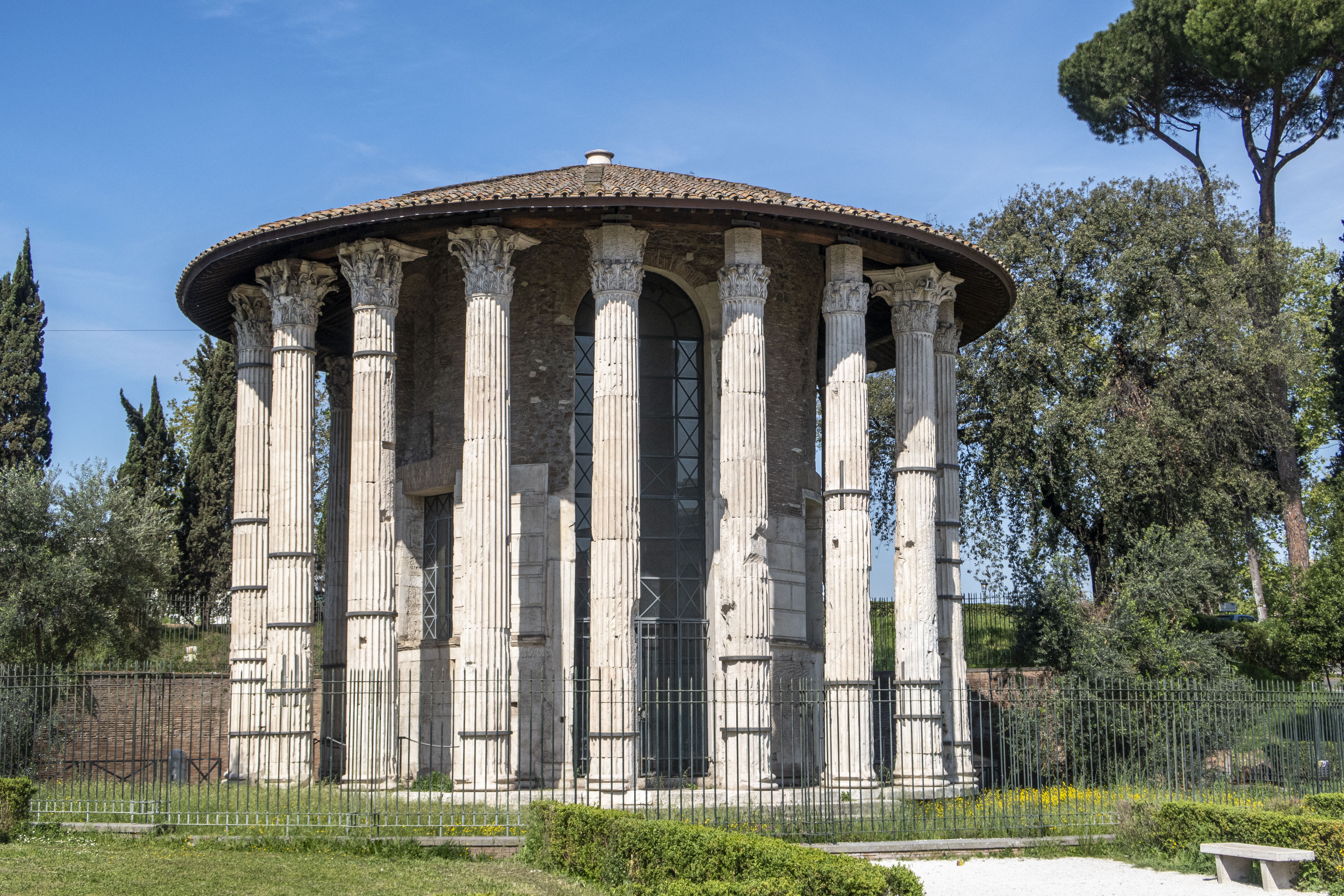
Храм Геркулеса Непобедимого на Бычьем форуме в Риме.

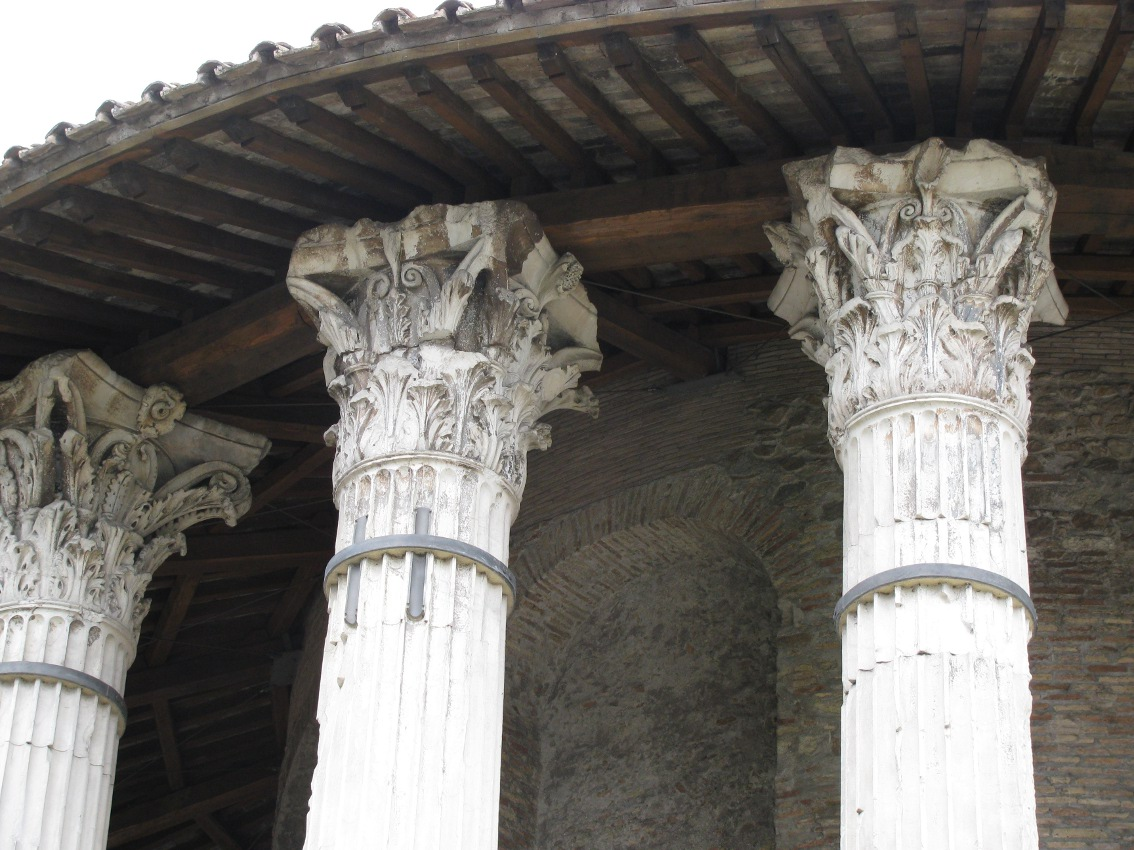
Фрагмент капители

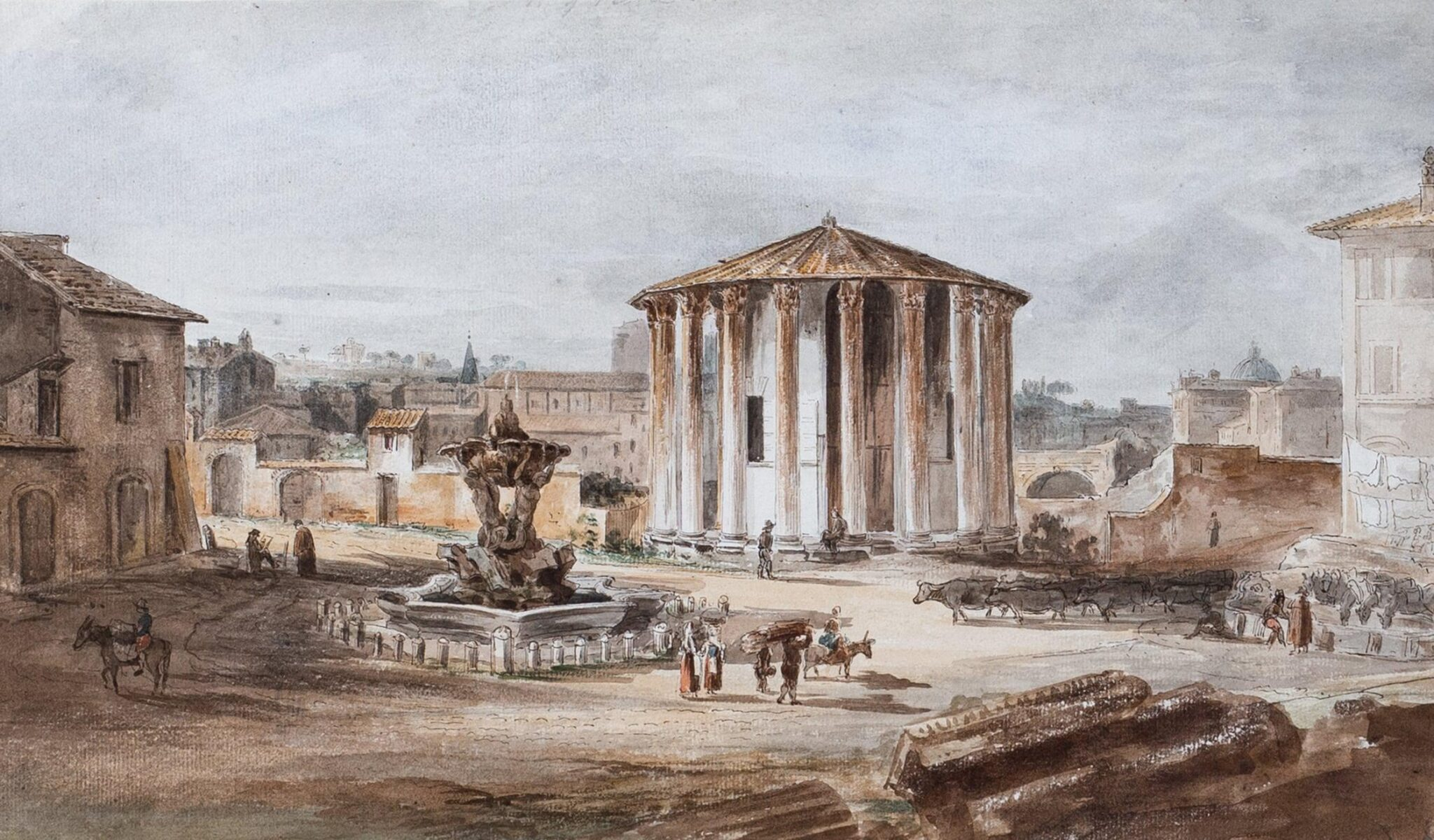
Картина начала XIX века с Храмом Геркулеса (он же храм Весты).

Храм Геркулеса Непобедимого (лат. Hercules Victor) или, по другой версии, Геркулеса Масличного (лат. Hercules Olivarius) — древнеримский храм на Piazza Bocca della Verità, на территории бывшего Бычьего форума (Forum Boarium) близ набережной Тибра в Риме. Храм был построен около 120 г. до н.э. в виде толоса, круглой в плане постройки, состоящей из внутренней стены, целлы и колоннады из двадцати колонн пентелийского мрамора с коринфскими капителями. Это самая ранняя из сохранившихся мраморных построек Рима. Колонны установлены на подножие из пяти ступеней. Антаблемент храма не сохранился и позднейшая коническая кровля (её много раз восстанавливали) опирается непосредственно на капители колонн (многие из которых также заменялись). 
Этот нехарактерный для Рима тип постройки послужил причиной того, что храм долгое время ошибочно считали храмом Весты, по аналогии с круглым храмом на Римском форуме. Первым постройку атрибутировал как храм Геркулеса Камилл де Турнон-Симиан, префект Рима при Наполеоне.

## История
Построенный в конце II века до н.э. храм Геркулеса был одним из первых зданий в Риме, возведённых почти целиком из мрамора. Найденная на Целии надпись даёт основания полагать, что храм построил консул Муммий Ахейский, завоеватель Греции и разрушитель Коринфа. Храм хорошо сохранился потому, что в 1132 году был обращён в христианскую церковь Santo Stefano alle Carozze. В XVII веке церковь была переосвящена как Santa Maria del Sole.

## Описание
Диаметр колоннады составляет 14,8 м, высота колонн — 10,7 м. От оригинальной постройки сохранилась целла (внешний диаметр — 9,9 м) и 19 из 20 опоясывающих её колонн. Крыша реконструирована в начале XIX века.